# نام ویتنامی
در یک نام ویتنامی ابتدا نام خانوادگی، نام وسط و سپس اسم کوچک فرد آورده می‌شود. تفاوت این نام با چینی و کره ای وجود نام وسط است.
به دلیل بسامد بالای نام‌های خانوادگی عمده ای مانند نگوین، ترن و له افراد در رسانه‌ها و فرهنگ جوانان ویتنامی غالباً با نام وسط به همراه نام کوچکشان خطاب می‌شوند.

فراوانی نام‌های خانوادگی ویتنامی